# Бондаренко, Иван Петрович (филолог)
Ива́н Петро́вич Бондаре́нко (укр. Іван Петрович Бондаренко; род. 6 октября 1955, пгт Короп Черниговской области, УССР, СССР) — советский и украинский учёный (языковед и переводчик), доктор филологических наук (1999), профессор. Заведующий кафедрой китайской, корейской и японской филологии, заместитель директора Института филологии КНУ им. Тараса Шевченко по учебно-методической работе (восточное направление).

## Биография
Родился 6 октября 1955 года в п. г. т. Короп Черниговской области.
В 1978 году окончил Ленинградский госуниверситет, в 1978—1982 годах — преподаватель Московского государственного пединститута иностранных языков им. Мориса Тореза (на время заграничной командировки в Алжир, где работал на должности преподавателя Аннабинского университета). С 1982 года работал в Одесском университете на кафедре языковой подготовки иностранных студентов: преподаватель, старший преподаватель, доцент (1990), заведующий кафедрой. В 1986 году в течение полугода стажировался в университете «Grenoble-III» (Гренобль, Франция). В 1987 году защитил кандидатскую диссертацию на тему «Роль языковой среды при овладении русским языком: лексический аспект».
С 1990 года — доцент кафедры русского языка в Университете Тэнри (Япония).
В 1990—1996 годах преподавал русский и украинский языки в Университете Тэнри. Изучал японский язык в Институте японского языка (город Нара).
В 1996—1999 годах обучался в докторантуре и защитил докторскую диссертацию в Институте востоковедения НАН Украины на тему «Русско-японские языковые отношения XVIII века. (Историко-лингвистическое исследование)».
В 2000—2003 годах — профессор-консультант факультета международной культуры Университета Тэнри.
С сентября 2003 года — профессор кафедры тюркологии Института филологии Киевского университета. С июня 2004 года — заведующий вновь созданной кафедры китайской, корейской и японской филологии. С 2005 года — заместитель директора Института филологии Киевского университета по учебно-методической работе (восточное направление). С декабря 2012 года — академик Академии наук ВШ Украины.

## Научная деятельность
Лектор нормативных курсов:
- «Лингвострановедение Японии» для студентов первого и второго курсов;
- «Культура и литература Японии» для студентов третьего курса;
- «Методология художественного перевода» для студентов-магистров.
- «Актуальные проблемы современной лингвистики» для студентов-магистров.

По совместительству — старший научный сотрудник Институт востоковедения НАН Украины (2001—2011 гг.).
Член редколлегий профессиональных журналов «Восточный мир» (Институт востоковедения НАН Украины) и «Вестник КНУ». Серия: «Восточные языки и литературы» (Институт филологии Киевского национального университета).

### Монографии
- Російська мова японських мореплавців (18 століття). — Нара, Японія: Тенрі-дайґаку. — 1996. — 230 с.
- Російсько-японські мовні взаємозв’язки 18 століття (Історико-лінгвістичне дослідження). — Одеса: Астропринт. — 2000. — 400 с.
- Розкоші і злидні японської поезії: японська поезія в контексті світової та української літератури. — К.: Вид. дім Дм. Бураго, 2010. — 566 с.
- Мовні та літературні зв’язки України з країнами Сходу / Колективна монографія / За ред. Бондаренка І. П. — Київ: Видавничий дім Дмитра Бураго, 2010. — 472 с. (Розробка наукового проекту; загальне редагування; автор «Передмови» (С. 5-6); автор розділів: 8.2 «Японістика в Україні. Сучасний стан та перспективи» (С. 353—373); 8.3 «Тарас Шевченко і японська література» (С. 374—390); співавтор розділу 6.1 «Корейська література в Україні» (278—292).
- Шевченкознавство в сучасному світі / Колективна монографія / За ред. Бондаренка І. П., Коломієць Л. В. — К.: Видавничий центр «Київський університет», 2014. — 460 с. (Розробка наукового проекту; загальне редагування; співавтор «Передмови», автор розділів: 8.2 «Шевченкознавство в Японії», «Японські шевченкознавці».
- Корейська класична поезія: універсальність і самобутність. — Київ: Видавничий дім Дмитра Бураго, 2020. — 312 с.

### Словари
- Українсько-японський словник.— Київ: Альтернативи. — 1997.— 240 с. (У співавторстві з Т.Хіно).
- Японсько-український, українсько-японський словник: Навчальний словник японських ієрогліфів. — Київ: Альтернативи.— 1998.— 592с. (У співавторстві з Т.Хіно).
- Японсько-український кишеньковий словник. — Одеса: Астропринт. — 2001.— 307 с. (У співавторстві з Т. Хіно).
- Японські поети: Біографічний словник. — Київ: Вид. дім Дмитра Бураго, 2011.— 368 с. (У співавторстві з Аністратенко Л.)
- Словник японських літературознавчих термінів. — Київ: Вид. дім Дмитра Бураго, 2011.— 330 с. (У співавторстві з Аністратенко Л.)
- Японсько-український словник. — Київ: Вид. дім Дмитра Бураго, 2012.— 350 с. (У співавторстві з Бондар Ю., Букрієнком А. та ін.).

### Учебники и учебные пособия
- Лінгвокраїнознавство Японії. — К.: Вид. дім Дм. Бураго, 2012.— 670 с. (у співаторстві з О. Бондарем).
- Японська література. Хрестоматія /у 3-х томах/. — К.: Вид. дім Дм. Бураго, 2010—2012. — Том 1 (VII—XIII ст.). — 502 с. (у спіавторстві з Ю.Осадчою); Том 2 (XIV—XIX ст.) — 696 с.; Том 3 (XIX—XX ст.). — 536 с. (у спіавторстві з Ю.Осадчою).
- Японська поетика: Хрестоматія. — К.: Вид. дім Дм. Бураго, 2013.— 260 с. (у спіавторстві з Ю.Осадчою).
- Актуальні напрями і проблеми сучасної лінгвістики / Навчальний посібник для студентів-сходознавців. — К.: Вид. дім Дм. Бураго, 2014. — 272 с. (У спіавторстві з Т. Комарницькою).
- Японська література. Курс лекцій. Частина перша: давній і класичний періоди. — К.: Вид. дім Дм. Бураго, 2014.— 350 с. (у спіавторстві з Ю.Осадчою).
- Японська література. Курс лекцій. Частина друга: період шьоґунатів. — К.: Вид. дім Дм. Бураго, 2015.— 440 с. (у спіавторстві з Ю.Осадчою).
- Японська література. Курс лекцій. Частина третя: новітній період. — К.: Вид. дім Дм. Бураго, 2016.— 390 с. (у спіавторстві з Ю.Осадчою).
- Методологія художнього перекладу. (Навчальний посібник для студентів-японістів). — К.: Вид. дім Дм. Бураго, 2017.— 412 с. (У спіавторстві з Т. Комарницькою, С. Семенко).
- Історія українсько-японського і японсько-українського перекладу та наукових досліджень (Матеріали до курсу «Теорія та практика художнього перекладу» . — К.: Вид. дім Дм. Бураго, 2019.— 528 с. (У спіавторстві з Т. Комарницькою, С. Семенко).

### Переводы
- Антологія японської поезії. Хайку. XVII—XX ст. (Переклад з яп., передмова та коментарі). — Київ: Дніпро. — 2002.- 365 с.
- Офудэсаки (おふでさき — «На кончике Божественной кисточки») (Загальне редагування, переклад з яп. та коментарі). — Нара (Японія): Тенрі Дзіхося. — 2003. — 212 с. (У співавторстві з М. Обата, Х. Окабаяші, Т. Хіно).
- Антологія японської класичної поезії. Танка. Ренга. VIII—XVI ст. (Переклад з яп., передмова та коментарі). — Київ: Факт. — 2004. — 910 с.
- Sho (書 — «Сучасна японська каліграфія») (Переклад з яп.).- Київ: ТОВ «Артанія нова». — 2005. — 145 с. (У співавт. з А. Букрієнком, К. Комісаровим).
- Збірка старих і нових японських пісень («Кокін-вака-сю») (Переклад з яп.,передмова та коментарі). — Київ: Факт. — 2006. — 1280 с.
- Стежками Басьо (К.: Грані-Т, 2007) (у співаторстві з Г. Шевцовою — передмова, основний текст; Бондаренко І. — переклад віршів Мацуо Басьо). — 96 с.
- Сто краєвидів малювали хмари (К.: Грані-Т, 2007). — 48 с.
- Японська класична поезія / Передмова та переклад з яп. І.П. Бондаренка. — Харків: Фоліо, 2007—415 с.
- По одному віршу ста поетів (1235 р.) (К.: Грані-Т, 2008). — 232 с.
- Рьокан. Вибрані поезії (К.: Грані-Т, 2008). — 264 с.
- Кім Соволь. Ясний місяць. Лірика (К.: Грані-Т, 2008). — 368 с.
- Коник, равлик і зозуля (Японські поети-класики — дітям). — Тернопіль: Навчальна книга — Богдан, 2011. — 132 с.
- Японська література. Хрестоматія в 3-х томах.- К.: Видавничий дім Дмитра Бураго, 2010—2012 рр. (Упорядник, автор передмов, довідкових статей, коментарів, перекладач) (У співаторстві). Том перший: VII—XIII ст. — 562 с.; Том другий: XIV—XIX ст. — 696 с.; Том третій: XIX—XX ст. — 536 с.
- Яшмове намисто. Танка. / Переклад з японської. — Харків: Фоліо, 2013—224 с.
- Травнева Фудзі. Хайку. / Переклад з японської. — Харків: Фоліо, 2013—224 с.
- Мацуо Башьо. Стежками Півночі. — К.: Видавничий дім Дмитра Бураго, 2014. — 208 с. (У спіавторстві з Т. Комарницькою).
- Неприкаяні душі. Антологія поезії японських мандрівних поетів — дзен-буддистів. — К.: Видавничий дім Дмитра Бураго, 2014. — 660 с.
- Жага кохання. Антологія японської жіночої поезії IV—XX ст. — К.: Видавничий дім Дмитра Бураго, 2016. — 512 с.
- Шінкокін-вака-шю. 新古今和歌集. Нова збірка давніх та сучасних японських пісень (Японська поетична антологія) (1205 р.). — К.: Видавничий дім Дмитра Бураго, 2018. — 832 с.
- Антологія корейської поезії (I ст. до н.е — XX ст. н.е.). — К.: Видавничий дім Дмитра Бураго, 2019. — 804 с. (У співавторстві).
- Кім Соволь. Лірика. Вибрані твори. — К.: Видавничий дім Дмитра Бураго, 2019. — 248 с.
- Сучасна корейська поезія. Хрестоматія. — Київ: ВПЦ «Київський університет», 2019. — 255 с. (У співавторстві зі Скрипник Ю. Д.).
- Вірші японських імператорів та імператриць. Антологія. — К.: Видавничий дім Дмитра Бураго, 2020. — 328 с.